# Cailletier

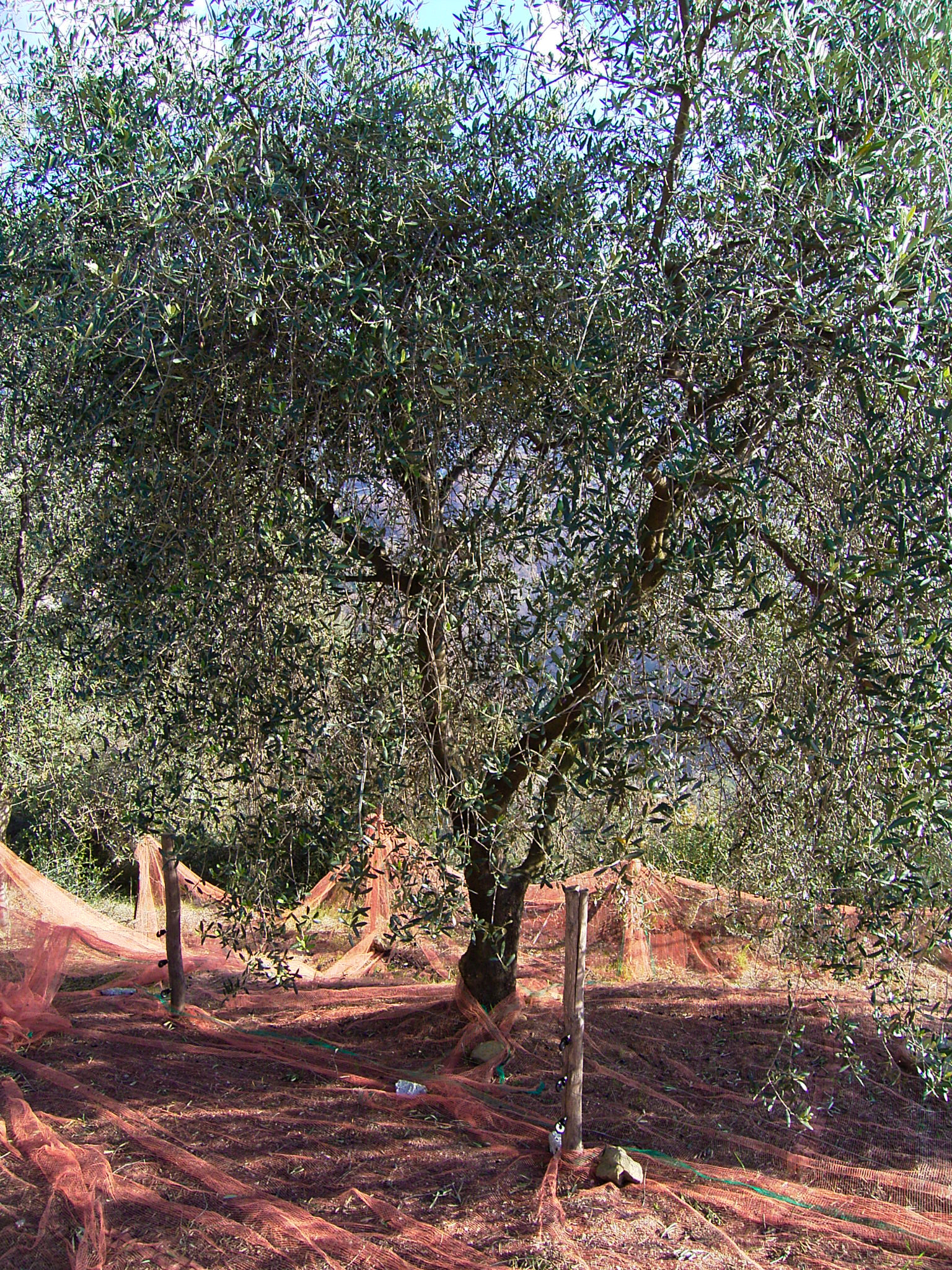
Un olivier Cailletier près de Contes.

Le Cailletier est un cultivar d'olivier qui produit une variété d'olive appelée caillette, cultivée dans les Alpes-Maritimes au nord de Nice et dans l'Est du Var.

## Synonyme
Cette variété est aussi connue sous le nom de petite olive de Nice, Caillet (ou Cayet), Cailloun, Cayon, Pendoulier, Olivier de Grasse, Grassenc. On trouve encore les appellations suivantes : Cayé, Cayette, Caillette, Olivier Pleureur, Cournaud.

## Caractéristiques
L'arbre, vigoureux et à port pyramidal, connaît un grand développement. Le fruit est ovoïde allongé, de petite taille. Les rameaux sont retombants.
Il tolère relativement bien le gel (jusqu'à −8°) et se cultive jusqu'à 800 m d'altitude dans les Alpes-Maritimes.
L'arbre donne une huile particulièrement douce lorsque les olives sont récoltées tardivement, et peut fournir des huiles au fruité très intense avec une dominante d'amande fraîche lors de récolte précoce,. C'est la seule variété autorisée pour l'AOC olive de Nice, qui se consomme après une mise en saumure qui doit durer quelques mois.